# Aly Monroe
Aly Monroe er en engelsk forfatterinde, som debuterede i 2008 med agentromanen The Maze of Cadiz, som er den første i en bog-serie, med den fiktive figur, den britiske agent Peter Cotton, som gennemgående figur.
Monroe er læreruddannet i England, men tilbringer det meste af sin tid i udlandet – mest i Spanien, hvor hun underviser, virker som translatør og driver Shakespeare-workshops for lærere og skuespillere.

## Ekstern henvisning
- Aly Monroes hjemmeside